# Bristow (Oklahoma)
Bristow is een plaats (city) in de Amerikaanse staat Oklahoma, en valt bestuurlijk gezien onder Creek County.

## Demografie
Bij de volkstelling in 2000 werd het aantal inwoners vastgesteld op 4325.
In 2006 is het aantal inwoners door het United States Census Bureau geschat op 4391, een stijging van 66 (1,5%).

## Geografie
Volgens het United States Census Bureau beslaat de plaats een oppervlakte van
8,7 km², waarvan 8,6 km² land en 0,1 km² water. Bristow ligt op ongeveer 242 m boven zeeniveau.

## Plaatsen in de nabije omgeving
De onderstaande figuur toont nabijgelegen plaatsen in een straal van 28 km rond Bristow.